# 御木徳近
御木 徳近（みき とくちか、1900年（明治33年）4月8日 - 1983年（昭和58年）2月2日）は、日本の宗教家。パーフェクト リバティー教団（PL教団）第2代教主。

## 生涯
御木徳一の長男として愛媛県温泉郡荏原村大字津吉（現在の松山市津吉町）に生まれる。京都府で高等小学校を卒業後、宇治萬福寺で修行。1916年（大正5年）、父・徳一に続いて大阪の徳光教会教師となり、1925年（大正14年）、父と共に「御嶽教徳光大教会」を設立。1931年（昭和6年）には「ひとのみち教団」を開教、1936年（昭和11年）9月に父の後を継いで第2代教主に就任した。
1937年（昭和12年）4月5日に教義の解説書の内容に不敬に当たる記述があるとして不敬罪疑いで愛知県で逮捕。大阪に送られ大阪府庁舎の地下室に留置された。その後、監督官庁である文部省から教団の閉鎖命令を経て解散命令が出された。不敬罪で有罪となったが、第二次世界大戦後に釈放された。
1946年（昭和21年）9月、「パーフェクト リバティー教団」（PL教団）を設立し教主に就任。1953年（昭和28年）には大阪府富田林市に教団本部を建設、本部にコンピューターを導入するなどして積極的に教勢拡大に尽力した。
この間、1951年（昭和26年）に新日本宗教団体連合会を結成して理事長に就任、1965年（昭和40年）まで7期14年間務めた。また、日本宗教連盟理事長など多くの役職を歴任した。
甥で養子の御木貴日止（1957-2020）は三代教主。弟に御木道正。

## 著書
- 『天をゆく』短歌芸術社 1949
- 『日により時によりてをしへおやの曰く』PL出版社 1949
- 『人生は芸術である』東西五月社 1960
- 『捨てて勝つ　人生に強くなる本』大泉書店 1967
- 『愛　愛する愛と愛される愛』ベストセラーズ 1968　のちワニ文庫
- 『大もの小もの　人の一生は自己表現である』読売新聞社 1969
- 『青春の道 いかに生命を燃やすか』読売新聞社 1971
- 『育児芸術』講談社 1973
- 『女性表現 心豊かに生きる秘訣』祥伝社(ノン・ブック)　1974
- 『老春謳歌 長生きの秘訣』芸術生活社 1976
- 『今を生きる』サンケイ出版 1978
- 『私の履歴書』日本経済新聞社 1979
- 『心を燃やす イメージを持って生きよ』芸術生活社 1981
- 『人生是芸術 讃仰第二代教祖御木徳近日知』芸術生活社 2000